# Coleophora pseudoditella
Coleophora pseudoditella — вид лускокрилих комах родини чохликових молей (Coleophoridae).

## Поширення
Вид поширений в Європі. Присутній у фауні України.

## Спосіб життя
Гусениці живляться листям солонечника (Galatella).